# Leucaltis clathria
Leucaltis clathria är en svampdjursart som beskrevs av Ernst Haeckel 1872. Leucaltis clathria ingår i släktet Leucaltis och familjen Leucaltidae. Inga underarter finns listade i Catalogue of Life.